# Улыбышево (посёлок, Владимирская область)
Улы́бышево — посёлок в Судогодском районе Владимирской области России, входит в состав Вяткинского сельского поселения.

## География
Посёлок находится в 15 км к югу от Владимира и в 39 км к северо-западу от райцентра Судогды.

## История
Возник в начале XX века как посёлок при ж/д станции Улыбышево на линии Владимир — Тумская. Название происходит от находящейся в 5 км на запад деревни Улыбышево.
С 1929 года посёлок входил в состав Улыбышевского сельсовета Владимирского района Владимирского округа Ивановской Промышленной области, с 1936 года — в составе Ивановской области, с 1944 года — в составе Владимирской области, с 2005 года — в составе Вяткинского сельского поселения.

## Население
| 1926 | 2002 | 2010 | 2021 |
| ---- | ---- | ---- | ---- |
| 25   | ↗360 | ↘338 | ↘262 |

## Современное состояние
В посёлке находится Владимирское производственное подразделение ГУП «ДСУ-3», Владимирский филиал РОСДОРНИИ.